# Blonde Crazy
Pour plus de détails, voir Fiche technique et Distribution.
Blonde Crazy est un film américain réalisé par Roy Del Ruth, sorti en 1931, avec James Cagney, Joan Blondell, Louis Calhern, Ray Milland et Guy Kibbee dans les rôles principaux. Le film est connu pour la réplique célèbre de Cagney « That dirty, double-crossing' rat!. »

## Synopsis
Bert Harris travaille dans un hôtel en tant que groom. Un jour, il rencontre Anne Roberts, qui est engagée comme femme de chambre. Il se prend d'affection pour elle et lui fait part de son petit racket, à savoir escroquer les gens. Ils s'arrangent pour qu'un client marié de l'hôtel, A. Rupert Johnson Jr., soit surpris dans une position compromettante avec Anne et obtienne 5 000 dollars pour empêcher un faux policier de le mettre en prison. À partir de là, ils quittent la ville et se lancent dans des manigances tordues encore plus grandioses.
Anne tombe amoureuse de Bert, mais il ne s'en rend compte que lorsqu'il est trop tard. Lorsqu'il la demande en mariage, elle a reporté son affection sur le respectable Joe Reynolds et l'épouse. Bert voyage alors seul en Europe pendant un an. Lorsqu'il revient aux États-Unis, le crime ne l'intéresse plus. 
Cependant, Anne le retrouve et lui demande 30 000 dollars. Il s'avère que Joe a détourné cette somme de son employeur et n'a pas de quoi rembourser. Bert n'a pas cette somme mais il échafaude un plan. Il demande à Joe de lui donner les clés du bureau et la combinaison du coffre-fort de son entreprise. Il s'introduira dans le coffre et volera ce qui reste. Tout le monde pensera qu'il a également pris les 30 000 dollars d'obligations négociables déjà disparues. Mais Joe le double et fait attendre la police. Bert parvient à s'enfuir en voiture mais il est abattu et capturé. Lorsque Anne vient le voir dans sa cellule, elle l'informe qu'elle a découvert ce que Joe a fait. Bert la persuade de ne pas tout révéler à la police, lui disant que cela ne l'aiderait pas de toute façon. Elle lui promet de l'attendre jusqu'à ce qu'il ait purgé sa peine, le réconfortant. 

## Fiche technique
- Titre : Blonde Crazy
- Réalisation : Roy Del Ruth
- Scénario : Kubec Glasmon, John Bright
- Directeurs de la photographie : Sidney Hickox, Ernest Haller
- Musique : Einar Aaron Swan[1], musique interprétée par The Vitaphone Orchestra
- Directeur musical : Leo F. Forbstein
- Décors : Esdras Hartley
- Costumes : Earl Luick
- Maquillage : Perc Westmore
- Montage : Ralph Dawson
- Producteur : Darryl F. Zanuck (non crédité)
- Producteur exécutif : Hal B. Wallis (non crédité)
- Sociétés de production et de distribution : Warner Bros.
- Pays de production :  États-Unis
- Durée : 79 minutes
- Couleurs : noir et blanc
- Langue : anglais
- Dates de sortie : 
  - États-Unis : 3 décembre 1931
  - France : 1er juillet 2020

## Distribution
- James Cagney : Bert Harris
- Joan Blondell : Anne Roberts
- Louis Calhern : Dapper Dan Barker
- Noel Francis : Helen Wilson
- Ray Milland : Joe Reynolds
- Guy Kibbee : A. Rupert Johnson Jr.
- Polly Walters : Peggy
- William Burress : le colonel Bellock
- Maude Eburne : Mrs. Snyder
- Nat Pendleton : Hank / Pete
- Ward Bond (non crédité)
- Charles Lane : Four Eyes, le réceptionniste
- Peter Erkelenz : Kansas City Dutch
- Walter Percival : Lee
- Russell Hopton : Jerry, un petit escroc
- Wade Boteler : un policier
- Ray Cooke : Jimmy, un groom